# Marinade
Une marinade est une technique culinaire guyanaise consistant à faire macérer des aliments dans un liquide (agrémenté de condiments) avant cuisson ou autre préparation.
Autrefois, cette méthode était un procédé de conservation, par le vin ou la saumure, pour certains aliments, en particulier la viande et le poisson.
En Guyane, a une double connotation et désigne le terme « marinade » définissant également les mets suivants :  beignets de crevette ou de poissons (généralement de la morue) similaire aux acras antillais.

## Intérêts
Les marinades ont trois intérêts possibles :
- soutenir ou compléter la saveur de l'ingrédient ;
- modifier légèrement sa texture, notamment par l’acidité qui ramollit le collagène des produits animaux ;
- permettre une meilleure conservation.

La marinade doit préserver l'intégrité du produit : une marinade prolongée et trop riche en acide (vinaigre, verjus, citron, etc.) peut entraîner une dégradation du produit. Une bonne marinade est un équilibre entre les épices, les acides et l'huile.

## Bases
Les marinades sont très nombreuses et courantes dans de nombreuses cuisines du monde. Elles peuvent constituer un plat à part ou être l'un des éléments de préparation. Les façons de faire sont diverses. La plus courante est celle où l'on fait tremper la viande, le poisson ou les légumes. Habituellement cela est fait à température ambiante, ou réfrigéré à 10 °C et le temps dépasse 24 heures.
La marinade, composée d’un corps gras, d’acide, est laissée à reposer au froid : tous ces éléments constituent un terrain défavorable à un développement bactériologique.
Les morceaux doivent être recouverts par le liquide, le tout dans un récipient si possible hermétique. Le processus varie en fonction de la taille et la nature des pièces insérées de quelques heures à quelques jours.
Les ingrédients courants sont les suivants : vin blanc ou vin rouge, huile d'olive, thym en bonne quantité, sarriette, échalote, ail, feuille de laurier, clou de girofle, sel et poivre moulu.
L'industrie alimentaire utilise l'injection de la marinade et une méthode d'agitation, ce qui abaisse le temps de marinade à quelques dizaines de minutes.

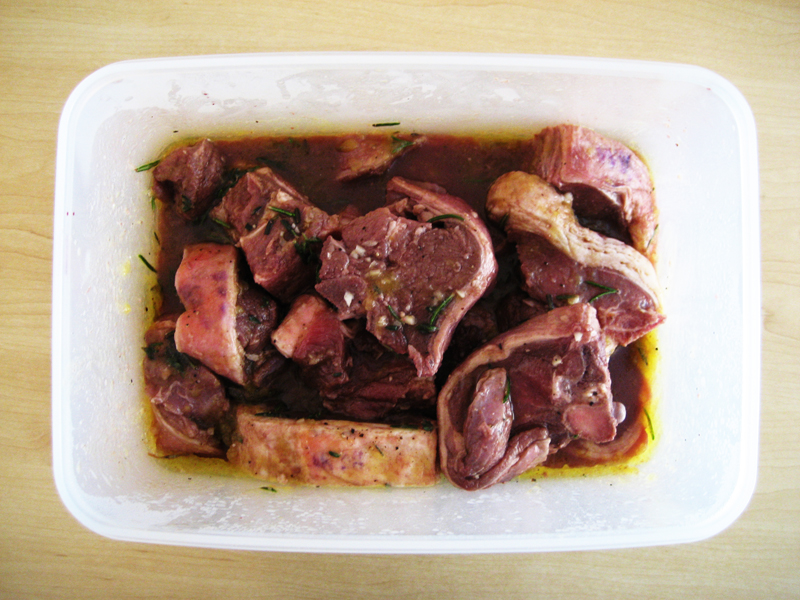
Agneau marinant dans du cabernet sauvignon, de l'huile d'olive, de l'ail et du romarin.
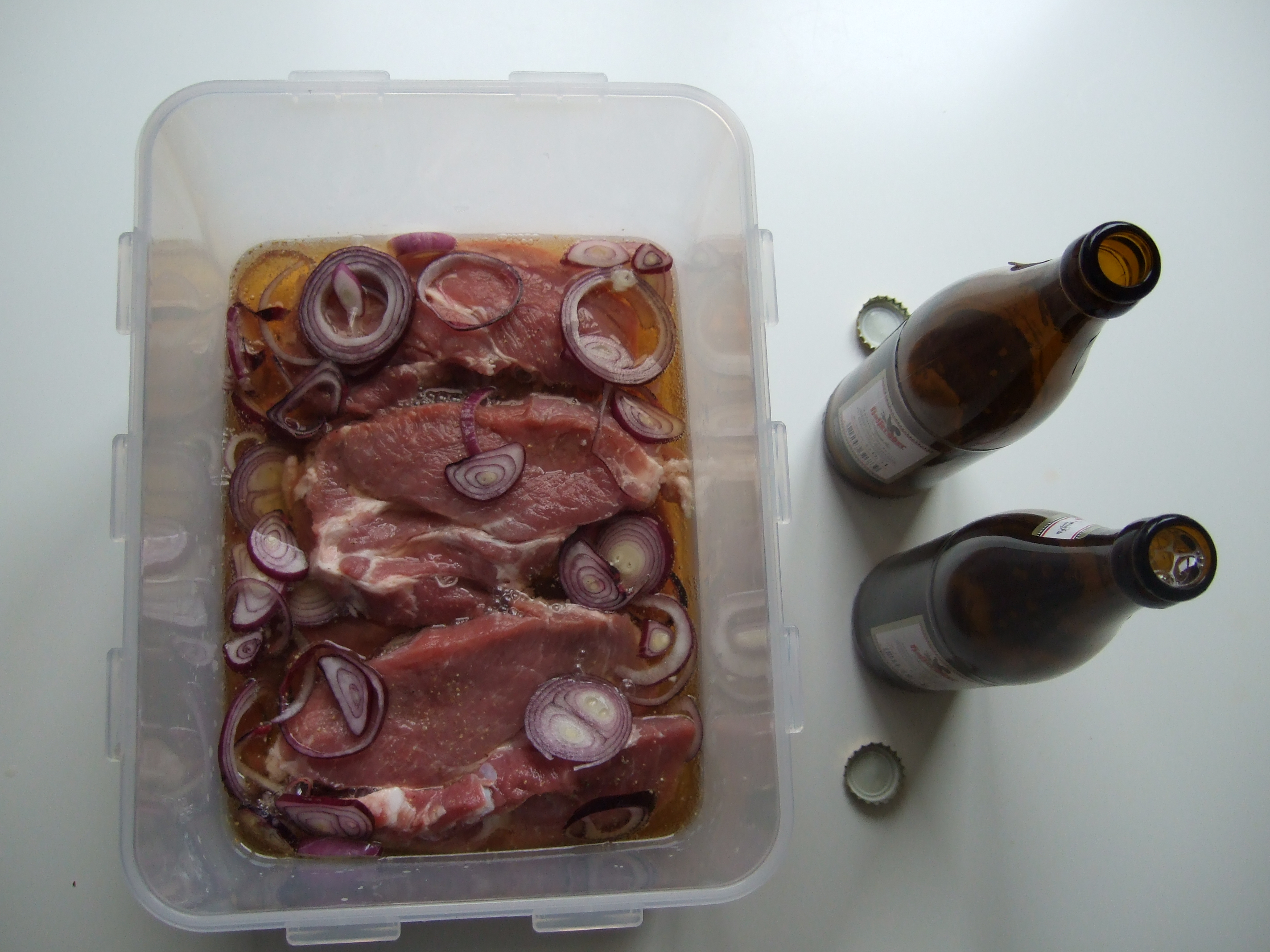
Rostbrätel (de) de Thuringe en marinade dans de la bière.
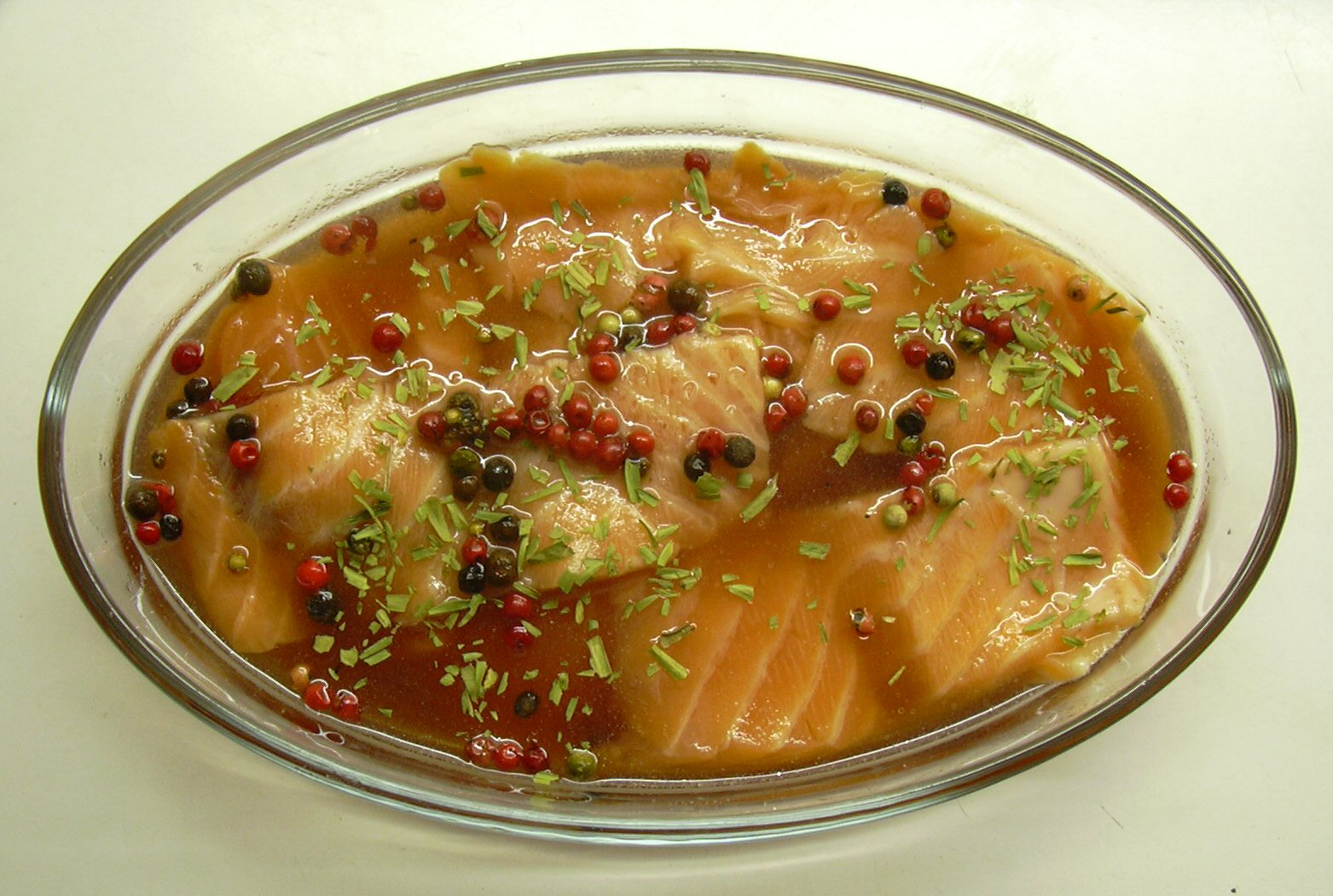
Saumon marinant dans du vinaigre.
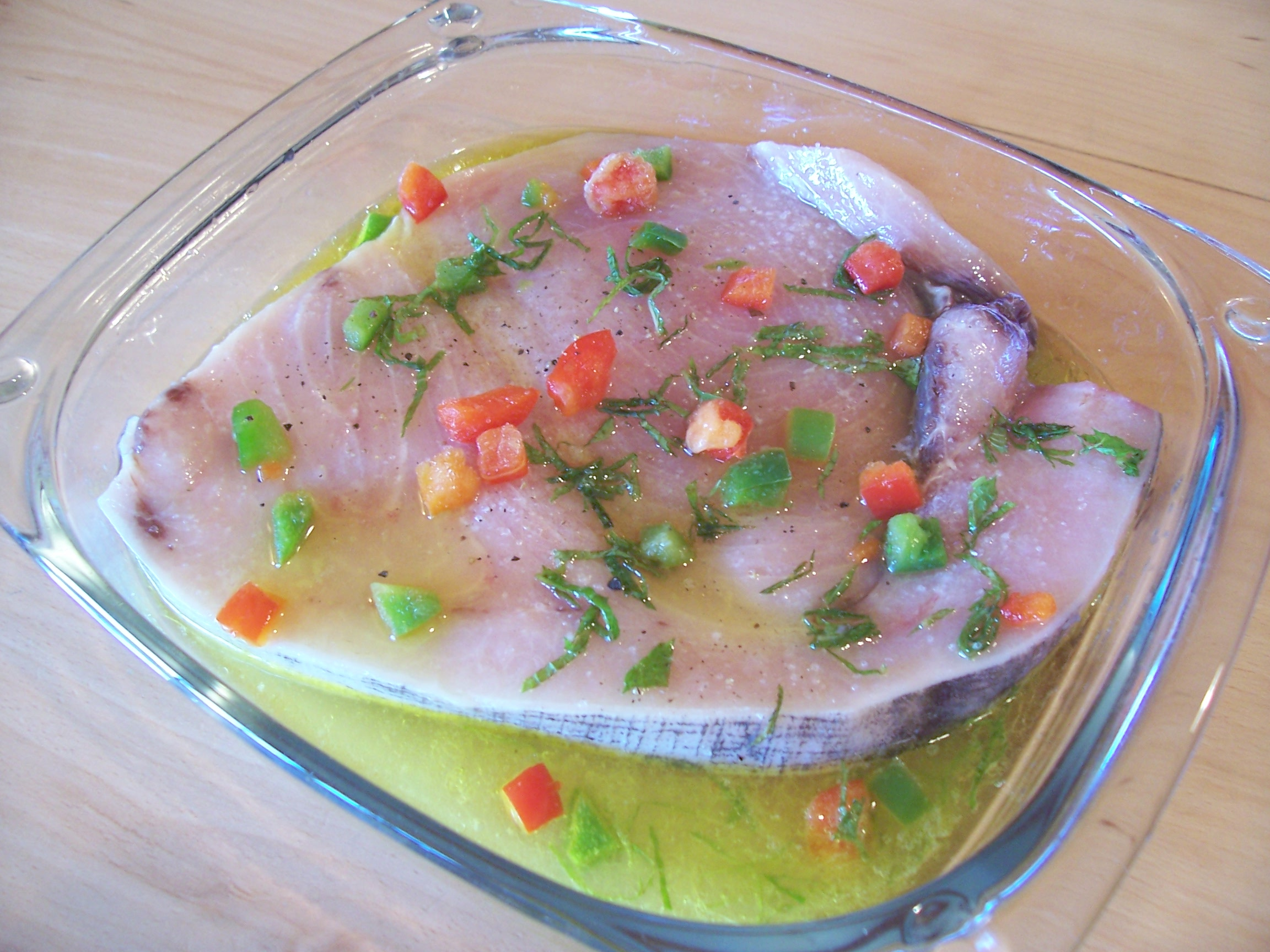
Marinade d'espadon dans de l'huile d'olive, du citron, des poivrons et de la menthe.
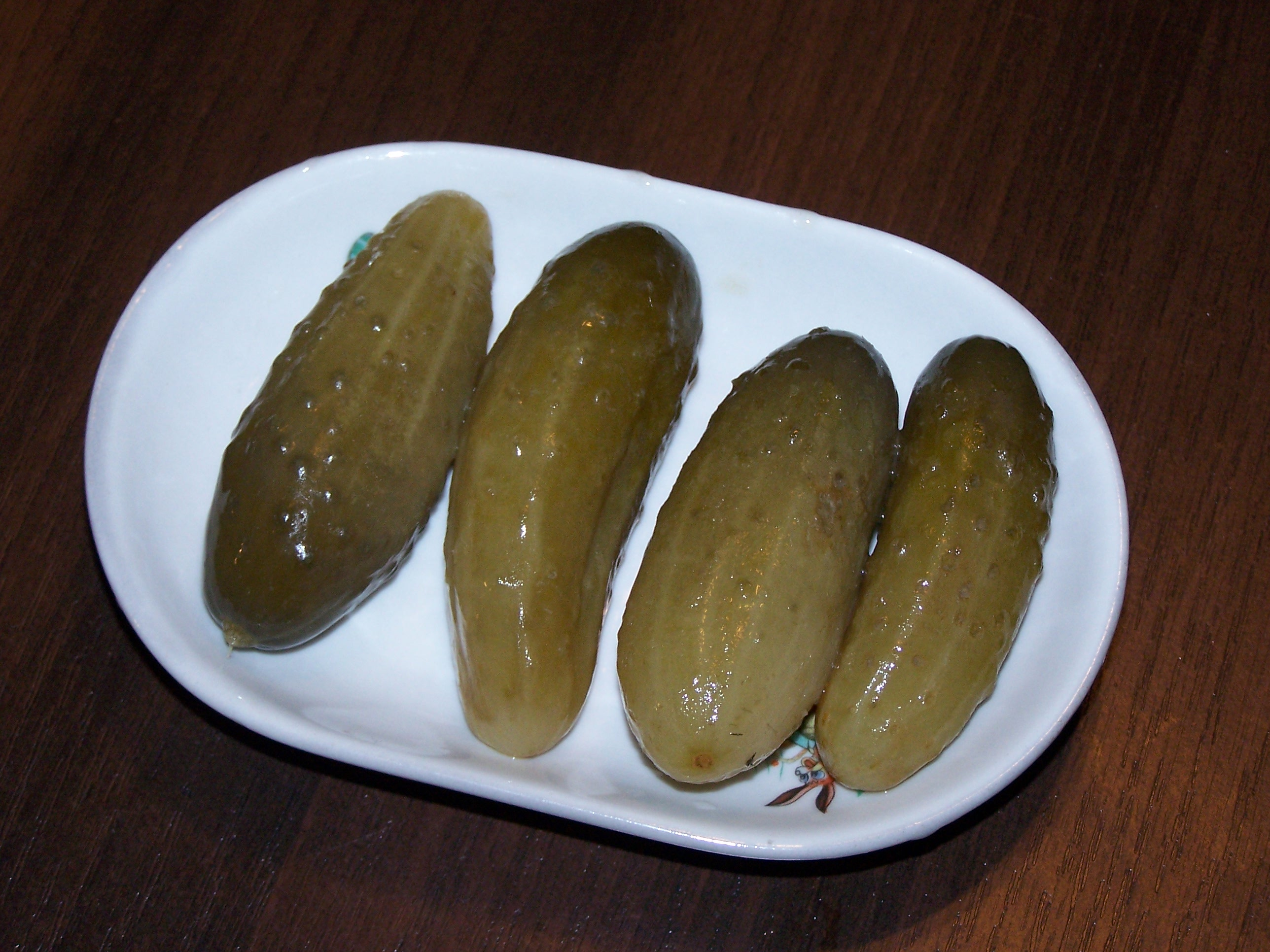
Cornichons malossol marinés dans du sel, des épices, de l'aneth et du fenouil.

## Types de marinades

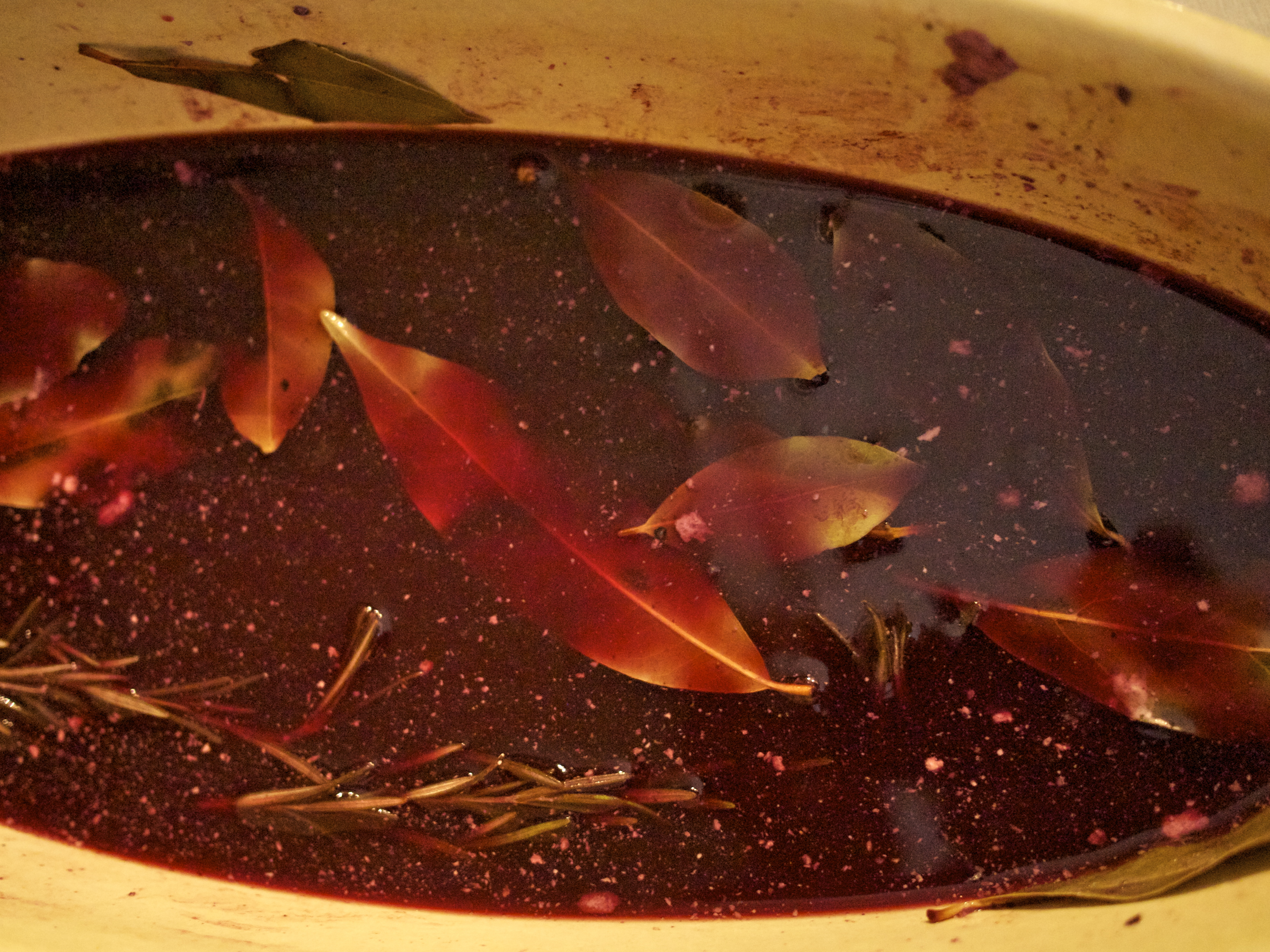
Marinade pour civet.

### Marinade crue
Classiquement, elle est composée de vin, vinaigre, carottes, oignons, ail, poivre en grain, huile et d’un bouquet garni. Elle sert pour les viandes de boucherie, la volaille, le gibier. Elle consiste en la réunion de la viande et de la marinade au frais pendant 24 heures. On l’utilise par exemple pour le bœuf bourguignon.

### Marinade cuite
Elle est composée des mêmes éléments que la marinade crue, mais la progression diffère. On sue la garniture aromatique, puis on mouille avec les liquides. On cuit 30 minutes et on refroidit avec la pièce à traiter, gibiers ou pièces de boucherie importantes et fortes en goût.

### Marinade instantanée
Elle est réalisée à partir d’huile d’olive, de jus de citron et d’aromates, et s’utilise pour les petites pièces : fruits, légumes, poissons ou viandes. Le temps de marinade est alors très réduit. On l’utilise pour des brochettes de volaille ou un poisson grillé.